# Carl Biedermann (Schriftsteller)
Carl Biedermann (* 24. April 1824 in Winterthur; † 26. November 1894 in San Remo), Alternativschreibweisen Karl Biedermann oder Charles Biedermann, war ein Schweizer Kaufmann und Mundartschriftsteller.

## Leben
Biedermann war Sohn des Pfarrers J. J. Biedermann und der Karolina Beker. Sein Grossvater war der Maler Johann Jakob Biedermann. Seine Jugend verbrachte er in Pfungen, wo sein Vater als Pfarrer arbeitete. Er hätte zwar gerne Geschichte studiert und Historiker werden wollen, doch dieser Weg blieb ihm versperrt, und er wurde Handelslehrling. Seine Wanderjahre brachten in nach Strassburg, wo er in der Buchhandlung seines Grossvaters mütterlicherseits arbeitete. Auf der Suche nach Abenteuern diente er fünf Jahre lang in der Fremdenlegion, zuletzt als Unteroffizier. Danach kehrte er in die Schweiz zurück und heiratete 1848 die Krämerstochter Judith Elliker aus Pfungen. Sie bekamen insgesamt zwölf Kinder, acht Mädchen und vier Buben. Im Jahr 1876 erwarb er das Bürgerrecht der Gemeinde Wil.
Er verdiente nach der Heirat sein Geld als Kaufmann zuerst in Rafz und ab Oktober 1850 in Wil, wobei er vor allem mit Strohhüten handelte. Er kaufte bei den lokalen Produzenten ein und verkaufte mit seiner Firma «Charles Biedermann, manufacture de paille» diese dann weltweit weiter, so auch nach Amerika und Australien. Seine Strohhüte wurden auch an der Landesausstellung 1883 gezeigt. Daneben führte seine Frau in Wil einen Kolonial- und Tuchwarenladen, denn es war bei ihm üblich, dass er die Strohhüte nicht mit Geld, sondern mit in Naturalien wie Spezereien und Stoff bezahlte. 
Er starb 1894 beim Besuch seiner Tochter in San Remo, wo er auch begraben liegt.

## Dichter
Biedermann schrieb seine Werke zuerst nicht für die Öffentlichkeit, sondern nur für sich und seinen nächsten Freundeskreis. Dabei orientierte er sich an den klassischen Vorbildern für diese Gattung, Johann Peter Hebel und Jeremias Gotthelf. Erst im hohen Alter wagte er es, seine Werke zu veröffentlichen. Diese Angst kann im Nachhinein als unbegründet bezeichnet werden, denn der Erfolg setzte sogleich ein. Die «Erzellige us Stadt und Land» wurden nicht nur vom Winterthurer Landboten und der Neuen Zürcher Zeitung abgedruckt, sondern schafften es auch in den Berner Bund. Sie erschienen 1888/89 erstmals in Buchform; spätere Feuilleton-Beiträge wurden 1932 in Buchform veröffentlicht.

## Werke
- Carl Biedermann: Geschichte des Bezirkes Dielsdorf. Scheuchzer, Bülach 1882
- Karl Biedermann: Us Stadt und Land. Erzellige. Band 1. Ziegler, Winterthur 1888, 2. Auflage ebd. 1933, 3. Auflage Gemsberg, Winterthur 1951
- Karl Biedermann: Us Stadt und Land. Erzellige. Band 2, Ziegler, Winterthur 1889, 2. Auflage ebd. 1933, 3. Auflage Gemsberg, Winterthur 1951 oder 1952
- Karl Biedermann: Vier historische Novellen. Ziegler, Winterthur 1889
- Carl Biedermann: Us Stadt und Land. Erzellige. Band 3, Ziegler, Winterthur 1932, 2. Auflage Gemsberg, Winterthur 1952